# Distrito de Visp
El distrito de Visp (en francés district de Viège) es uno de los 13 distritos del cantón del Valais (Suiza), ubicado al oriente del cantón, con una superficie de 863,8 km².

## Geografía
El distrito de Visp se encuentra situado en la región del Alto Valais (Oberwallis/Haut-Valais). Limita al noreste con el distrito de Brig, al sureste con la provincia de Verbano-Cusio-Ossola (ITA-21), al sur con Aosta (ITA-23), al oeste con los distritos de Hérens, Sierre y Leuk, y al noroeste con Raron occidental.

## Comunas
| Distrito de Visp | Distrito de Visp       | Distrito de Visp |
| Comunas          | Población (31.12.2015) | Superficie km²   |
| ---------------- | ---------------------- | ---------------- |
| Baltschieder     | 1300                   | 31.4             |
| Eisten           | 201                    | 38.0             |
| Embd             | 302                    | 13.4             |
| Grächen          | 1351                   | 14.3             |
| Lalden           | 668                    | 1.4              |
| Randa            | 446                    | 54.5             |
| Saas-Almagell    | 391                    | 110.3            |
| Saas-Balen       | 369                    | 30.2             |
| Saas-Fee         | 1621                   | 40.6             |
| Saas-Grund       | 1043                   | 24.6             |
| Sankt Niklaus    | 2290                   | 89.3             |
| Stalden          | 1098                   | 10.5             |
| Staldenried      | 550                    | 14.3             |
| Täsch            | 1222                   | 58.7             |
| Törbel           | 468                    | 17.3             |
| Visp             | 7665                   | 13.2             |
| Visperterminen   | 1380                   | 51.6             |
| Zeneggen         | 288                    | 7.5              |
| Zermatt          | 5759                   | 242.7            |
| Total (19)       | 28 412                 | 863.8            |